# Nesoryzomys indefessus
Nesoryzomys indefessus é uma espécie de roedor extinto endêmico da ilha de Santa Cruz, Ilhas Galápagos.
O último registro da espécie foi em 1934.